# Adolf Zink
Adolf Zink war ein bayerischer Verwaltungsjurist.

## Werdegang
Zink war Regierungsassessor im kgl. Staatsministerium des Innern. Ab dem 1. Oktober 1892 war er Bezirksamtmann in Günzburg. Mit Wirkung vom 16. Mai 1894 wurde er zum Regierungsrat bei der Kammer des Innern der Regierung von Oberfranken ernannt.
Seit dem Studium war er Mitglied der Studentenverbindung Akademischer Gesangverein München im SV.